# ヴァーレントゥーガ
『ヴァーレントゥーガ』は、2009年7月27日にフリーウェアとして公開された戦略シミュレーションゲームである。

## 概要
魔王の出現によって戦乱となった大陸を治めるために群雄が戦うというストーリーのファンタジー作品である。その世界観やキャラクターの多くは1999年に公開された戦略シミュレーションゲーム『ファーレントゥーガ』を基にしている。
「戦術パート」は多数のユニットに指示を与えながら戦うリアルタイムストラテジーとなっており、指揮官等、一部のユニットは「必殺技」を発動することができる。この戦闘システムは、2007年の第3回ふりーむ!フリーゲームコンテストにおいて最優秀賞を受賞したななあしによる戦略シミュレーションゲーム『アストゥール戦記』と同様のものである。なお『アストゥール戦記』の制作に関与したGeraHaは、『Rebellion・Istuooll』と『Spiritual Blade』の作者である。
プレイモードは「勢力プレイ」と「人材プレイ」の2種類が存在する。このうち「勢力プレイ」は、自身の勢力において戦闘員の雇用・管理から外交に至るまでを指揮するモードとなっている。もう一方の「人材プレイ」は、一部の要素のみに特化した操作キャラクターの視点によるモードであり、自身の属する勢力が滅んでもゲームは続行するが、大陸が統一された時点で「重臣」ないしは「宿将」の地位を得ていないとゲームオーバーになる。
そして「シナリオ作成ツール」によって独自のシナリオを制作することができ、コマンドの追加などの一部システムにも手を加えることができる。本作からの派生作品については後述する。
ヴァーレントゥーガver 7.00をもって最終更新になっており、最初期には四国史という名前で公開されていた事が語られている。

### 評価
ウェブサイト「ふりーむ!」においては「キャラクターごとの特性やレベルが細かく設定されていて、敵陣営や戦地に合わせて戦略を練る楽しみがある」「『おおざっぱ』な戦い方や操作もできるなど、懐の大きいシステムが快適」と評されており、また窓の杜のコーナー「週末ゲーム」では「クォータービューのフィールドで大乱戦を繰り広げる様子は実にエキサイティング」と評されている。
第5回ふりーむ!フリーゲームコンテストでは、「プレイのテンポ・快適さが圧倒的」「遊び込むほどに自分の個性に合わせた戦略を奥深く考えることができて、プレイに対する操作性も良く、じっくり楽しむことができる良作」と評価され、最優秀賞を受賞している。また、窓の杜においては、「とにかく奥が深く、シナリオ数やユニットのバリエーション、遊び方も豊富にある」「システム面の完成度も高く、敵勢力の思考時間が短くテンポよく進行していくのはお見事」と評価された。

## 派生作品

### 光の目
『光の目』は、図書館地下2階のコロポックルによって2010年9月11日に公開された作品。第6回ふりーむ!フリーゲームコンテストにおいて大人気賞を受賞。「現実とファンタジーが交わったかのような世界観」が特徴の作品とされ、新たに発明された火器が魔法と併存する世界が舞台となっている。戦術パートのみに特化した「RTSシナリオ」も存在する。
ふりーむ!フリーゲームコンテストでは、目新しいシステムはないとしながらも「世界観の雰囲気」や「キャラ絵の個性」について評価され、プレイヤーにも影響を与えるような「ワクワク感」が詰まった作品であると評されている。
窓の杜の「週末ゲーム」では、迫力ある「銃と魔法による大軍同士の激しい撃ち合い」が魅力の作品と評されており、後述する『LostTechnology』とは「違った戦い方を楽しめる」とされている。本作の特徴としては、軍資金の追加調達や特殊な外交戦略などが可能となる「内政」システムがあげられている。

### むなしい努力
『むなしい努力』は、むなしいひとによって2010年に公開されたファンタジー作品。『光の目』や後述の『きのこたけのこ戦争・IF』とは異なり、小規模な戦いが中心の作品となっている。窓の杜の「週末ゲーム」では、「キャラクターのひとりひとりに注目したイベントなどの物語面が丁寧に作り込まれている」と評されており、人材プレイにおけるイベントやシステムが充実していると評価されている。

### エスティールの封印
『エスティールの封印』は、水素（仮名）によって2013年12月26日に公開されたファンタジー作品。第9回ふりーむ！ゲームコンテストでは戦略シミュレーション部門金賞を受賞。ゲームバランスが絶妙で「攻略する楽しさ」があると評されており、また「キャラ名が多いため初プレイでは馴染みづらい」ものの「無駄なストーリー描写」は少なくプレイヤーの意欲をかきたてるような物語になっていると評されている。

### LostTechnology
『LostTechnology』（ロストテクノロジー）は、CB-SXF6によって2014年5月26日に公開されたファンタジー風の世界を舞台とする作品。BM98による楽曲で知られるCrankyが音楽を手がけており、また『はーとふる彼氏』の作者である玻都もあがシナリオの一部を担当している。2017年8月9日に公開されたPLAYISMによる英語訳版には、『ヴァーレントゥーガ』の作者であるななあしも協力している。
舞台となるスキアパレリ大陸は、かつて高度な科学技術を有する国によって統一されていたが、戦乱の時代になると多くのテクノロジーが失われた。この世界におけるテクノロジーとは、「長い歴史の中で発展した」ものである「様々な広いテーマ」をさしている。その結果、世界には「ロストテクノロジー」による遺物のみが存在している。プレイヤーは操作する勢力を選択し、長きに渡る戦乱を終わらせることが目的となる。
ニコニコ自作ゲームフェス4ではフリーゲーム夢現賞を受賞しており、「必殺技や魔法のとびかう戦闘」の迫力について評価され、「Vahrenシステム」によるゲームの中でも「世界観が優れた作品で、レベルデザインも素晴らしい」と評されている。
窓の杜のコーナー「週末ゲーム」では、「勢力ごとの魅力あふれる物語や、ゲームの中の歴史で実際に起こった合戦を体験できるシステムがウリの作品」として紹介されている。

### きのこたけのこ戦争・IF
『きのこたけのこ戦争・IF』（英題：Kinoko Takenoko War）は、オッサムの剃刀によって2015年6月27日に公開された作品。英語訳版は2016年9月24日に公開されている。
窓の杜のコーナー「週末ゲーム」では、「お菓子をモチーフにしたキャラクター名や国の名前」から一見すると「ふわっとした印象」を受けるゲームであるが、「武器は同じくお菓子をモチーフとしながらも『光の目』のような銃火器を模したものや、さらには戦闘機や戦艦といった大型兵器もあり、大軍同士の激戦が魅力」の作品と評されている。
本作の特徴として「国策」システムがあり、設定すると所属するユニットの能力が上昇するほか、特殊ユニットの雇用が可能となる。選択できる国策の数は限られており、一度設定した国策は解除できない。また、勝利条件として領土を一定以上確保する「戦略勝利」のほか、ターン毎の軍資金収入を一定以上とする「経済勝利」などが存在しているのも特徴とされる。

### 銃魔のレザネーション
『銃魔のレザネーション』（ガンマのレザネーション）は、ニコニコゲームマガジンにおいて公開されている全3話の連載作品。第1話は2015年12月15日、第2話は2016年1月29日、第3話は2016年3月17日に公開された。現代の日本からファンタジー風の世界へと転生した3人の若者がそれぞれ主人公となっており、3人はのちの時代に「銃魔大戦」と呼ばれる革命戦争にかかわることになる。
本作は『LostTechnology』の作者であるCB-SXF6がディレクターを務め、『きのこたけのこ戦争・IF』の下間頼出蔭と狩沙美琴がそれぞれシステム設計・メインスクリプトとサブスクリプト・サブキャラ原案を担当している。シナリオは『幼女戦記』の作者として知られるカルロ・ゼンが担当しており、ニコニコ連載小説ではカルロ・ゼンによるノベライズ版も公開されている。
2016年9月30日にはKADOKAWAから小説『銃魔大戦 Symphonie Great Gun-Magica War 怠謀連理』（ISBN 978-4-04-734116-6）が刊行された。